# Vermilion Sands
Vermilion Sands ist der Titel einer Sammlung von Kurzgeschichten des Autors James Graham Ballard, die 1971 erschien. Der Titel lautet übersetzt etwa: „Zinnoberroter Strand“, das Buch ist in Deutschland unter dem Titel „Die tausend Träume von Stellavista“ verlegt worden.
Ort der Handlungen ist das fiktive Vermilion Sands in Südkalifornien, das jedoch frappierend Palm Springs ähnelt. Es handelt sich dabei um eine vollautomatisierte Ferienanlage in der Wüste. Die Personen sind meist desillusionierte Reiche oder Opportunisten aus deren Umfeld, die stark von diesen profitieren. Die Geschichten unterscheiden sich in der Wahl der utopisch dargestellten Medien. So gibt es in einer singende Statuen, in einer anderen ist es Architektur oder Wolkenskulpturen. Sie stellen sich aber immer als besonders dekadent, ähnlich dem Barock, dar.
Die Geschichten wurden teilweise vorher schon in anderen Publikationen veröffentlicht.

## Einzeltitel (im Original)
- The Cloud-Sculptors of Coral D (1967), deutsch Die Wolkenbildner von Coral D
- Prima Belladonna (1956), deutsch gleich
- The Screen Game (1963), deutsch Das Kulissenspiel
- The Singing Statues (1962), deutsch Die singenden Plastiken
- Cry Hope, Cry Fury! (1967), deutsch Hope Cunard
- Venus Smiles (1957; 1967 umgeschrieben), deutsch Die Venus lächelt
- Say Goodbye to the Wind (1970), deutsch Sag dem Wind Lebewohl
- Studio 5, The Stars (1961), deutsch Studio 5
- The Thousand Dreams of Stellavista (1962), deutsch Die tausend Träume von Stellavista[2]

## Rezeption
- The Times: Vermilion Sands is a desert resort from ahead; the episodes are the grains of the place … I recommend a visit with this book, where the aching landscape of the idea contains wit and irony to shade us from the anguished sun.[3] Deutsch: Vermilion Sands ist ein Wüstenresort von vorne; die Geschichten sind die Sandkörner dieses Ortes … Ich empfehle einen Abstecher in dieses Buch, in dem die leidende Landschaft der Ideen viel Witz und Ironie enthält, um uns vor der gefürchteten Sonne zu schützen.

- Times Literary Supplement: J.G. Ballard is … one of the most accomplished creators of evocative landscapes in modern fiction … he achieves this effect partly by painting his desert in the manner of Dali, a mixture of appalling clarity and the exotic.[3] Deutsch: J.G. Ballard ist … einer der fähigsten Entwickler von eindrucksvollen Landschaften in der modernen Literatur … er erreicht diesen Effekt teilweise durch die Malerei seine Wüstenmalerei in der Art von Dali, einer Mischung aus erschreckender Klarheit und Exotik.

## Einfluss auf Musik
- The Buggles: Vermilion Sands (Popsong)
- Moritz Eggert: Vermilion Sands für Gitarre Solo (beide Stücke inspiriert von der gleichnamigen Erzählsammlung)
- Eine japanische Progressive-Rock-Band in den 1980er Jahren nannte sich Vermilion Sands.
- Eine italienische Popband aus Treviso wählte ebenfalls Vermilion Sands als Namen.